# Rakova Steza
Rakova Steza – wieś w Słowenii, w gminie Vojnik. W 2018 roku liczyła 33 mieszkańców.